# Порція (точкова проба)
Порція (рос. порция, англ. batch, нім. Portion f) – при опробуванні корисних копалин – разова або точкова проба, відібрана за заданими умовами (місце, тривалість відбору, об’єм матеріалу).